# USS 마이애미 (SSN-755)
USS 마이애미 (SSN-755)은 미국 해군의 LA급 잠수함이다.

## 역사

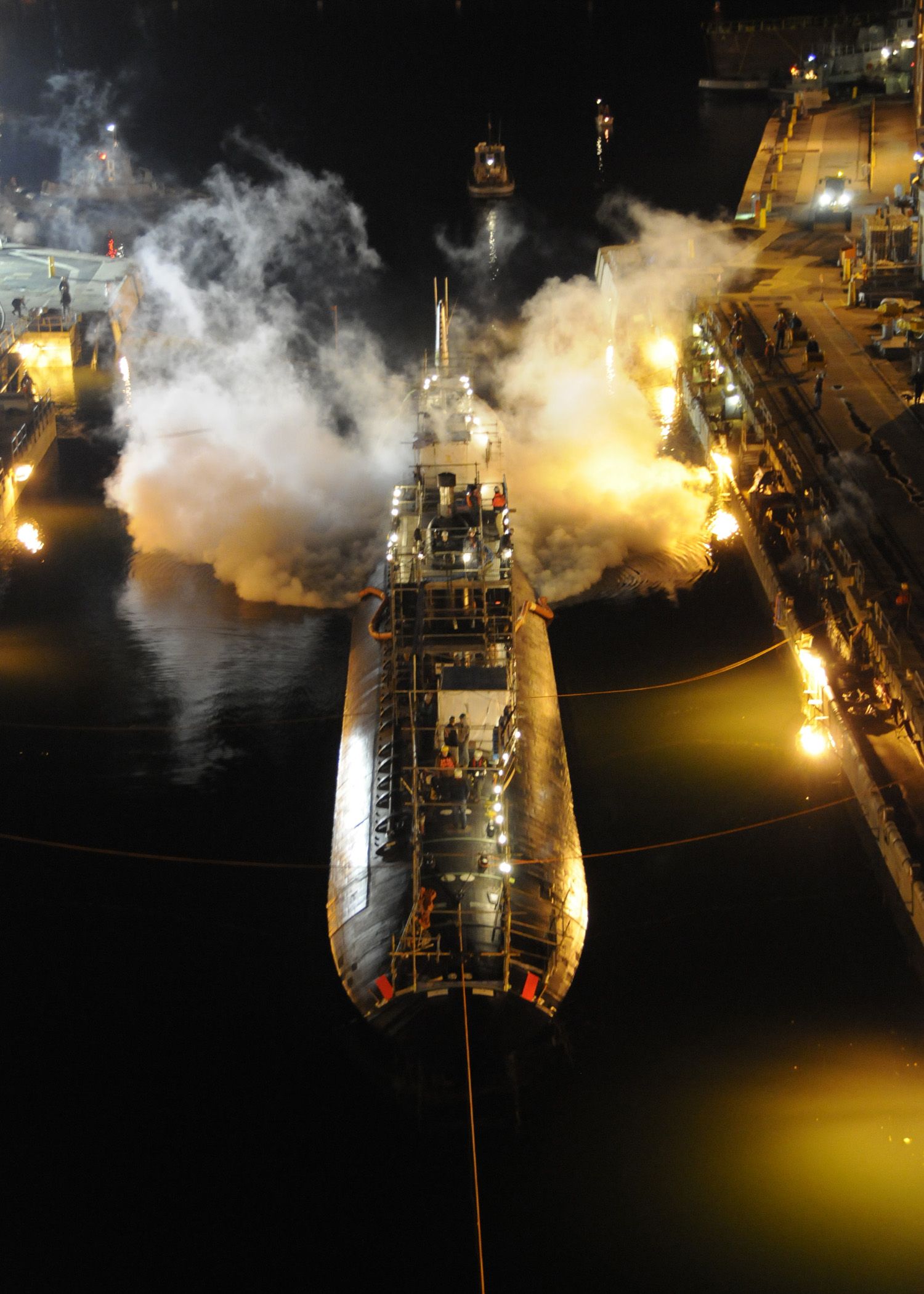
화재가 난 마이애미함

2012년 5월 23일 저녁 미국 메인주 키터리에 위치한 포츠머스 해군기지에 정박 중이던 핵잠수함 마이애미 호 내부에서 화재가 발생했다. 진압하던 소방대원 4명이 다쳤다.
잠수함 내부를 수리하던 페인트공 케이시 제임스 퓨리(24)의 방화로 인해 잠수함 내부가 화재에 휩싸였으며 이 사고로 3명의 화재 진압 소방관을 포함 7명이 부상을 입었다. 수리 비용에만 4억 5천만 달러(5600억원)가 들어가야 하는 것으로 밝혀졌다. 수리하기로 결정했다가 예산문제로 폐기 처분하기로 결정되었다.
구속 기소된 퓨리는 유죄가 확정되면 벌금 25만달러(약 2억8000만원)와 징역형에 처해질 것이다.